# Vintervägstjärnen (Ströms socken, Jämtland)
Vintervägstjärnen är en sjö i Strömsunds kommun i Jämtland och ingår i Indalsälvens huvudavrinningsområde.